# Ambasciatori austriaci in Grecia
L'ambasciatore austriaco in Grecia è il primo rappresentante diplomatico dell'Austria (già dell'Impero austriaco e dell'Impero austro-ungarico) in Grecia. Le relazioni diplomatiche tra i due paesi ebbero inizio nel 1834.

## Impero austriaco
- 1834–1849: Anton von Prokesch-Osten (1795–1876)

1849–1853: Vacante
- 1853–1854: Franz von Leykam[3] (1814–1883)
- 1854–1856: Hector von Walter[3] (1799–1881)
- 1856–1860: Adolph von Brenner-Felsach (1814–1883)
- 1860–1868: Heinrich von Testa (1807–1876)

### Impero austro-ungarico
- 1868–1869: Karl von Eder

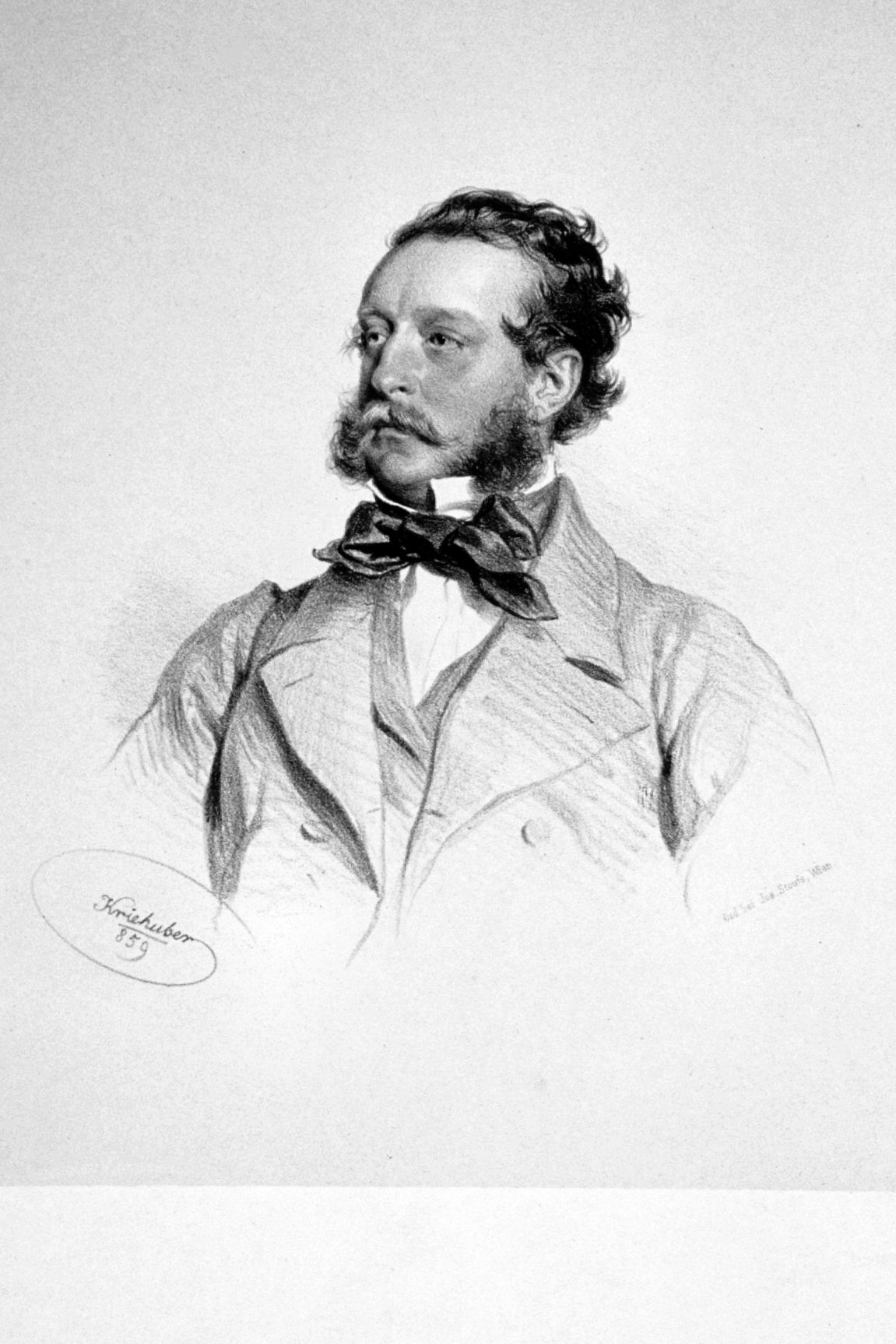
Nikolaus von Pottenburg in una litografia di Josef Kriehuber.

- 1869–1872: Heinrich Karl von Haymerle
- 1872–1874: Nikolaus von Pottenburg
- 1874–1877: Joachim Eduard von Münch-Bellinghausen
- 1877–1880: Viktor Dubský von Třebomyslice
- 1880–1883: Adolph von Brenner-Felsach
- 1883–1887: Konstantin von Trauttenberg
- 1887–1897: Gustav von Kosjek
- 1897–1903: Stephan Burián
- 1903–1908: Karl von Macchio
- 1909–1913: Carl von Braun
- 1913–1916: Julius Szilassy von Szilas und Pilis

1916-1918: Interruzione delle relazioni diplomatiche

### Repubblica Austriaca
...
- 1930–1933: Otto Günther
- 1933–1938: Wilhelm Engerth (?)

1938-1951: Interruzione delle relazioni diplomatiche
- 1951–1954: Paul Winterstein
- 1954–1955: Stephan Tauschitz
- 1955–1960: Robert Friedinger-Pranter
- 1960–1964: Kurt Farbowsky
- 1964–1972: Ludwig Steiner

...
- 1976–1978: Simon Koller[4]

...
- 1983–1985: Herbert Amry

...
- 1986–1990: Hellmuth Strasser[5]
- 1991–1995: Georg Calice[6]
- 1996–2001: Hans Sabaditsch
- 2002–2004: René Pollitzer
- 2004–2007: Herbert Kröll
- 2007–2012: Michael Linhart
- 2012–2015: Melitta Schubert
- 2015–2019: Andrea Ikić-Böhm
- 2019–heute: Hermine Poppeller